# Гордиенко, Вадим Максимович
Вадим Максимович Гордиенко (р. 29 октября 1930, Харьков) — украинский советский гистолог, профессор, доктор медицинских наук. Лауреат Государственной премии Украинской ССР в области науки и техники (1976).

## Биография
В 1955 окончил Харьковский медицинский институт. С 1965 работал в Институте эндокринологии и обмена веществ Минздрава УССР (Киев). Позже — профессор кафедры цитологии, гистологии и биологии развития Киевского национального университета им. Тараса Шевченко, и профессор кафедры спортивной медицины Национального университета физического воспитания и спорта Украины.

## Научная деятельность
Основные работы посвящены изучению структуры и функции органов эндокринной системы и её регуляторных центров в условиях функционального напряжения; действия фармакологических веществ при различных патологических состояний.

## Избранные публикации
- Патологическая анатомия желез внутренней секреции (в соавт., 1974)
- Ультраструктура желез эндокринной системы (1978)
- Ефективність застосування фізичного навантаження в попередженні ультраструктурних змін тиротропів аденогіпофіза за умов тривалої дії на організм нітратів (в соавт.,2006)